# سفارة ألمانيا في النمسا
سفارة ألمانيا في النمسا هي أرفع تمثيل دبلوماسي لدولة ألمانيا لدى النمسا. تقع السفارة في فيينا وهي تهدف لتعزيز المصالح الألمانية في النمسا.

## وصلات خارجية
- الموقع الرسمي
- قائمة سفارات ألمانيا
- قائمة السفارات في النمسا